# Peter Sven Brauer
Peter Sven Brauer (* 16. Februar 1911 in Leipzig; † 9. Januar 1995) war ein deutscher Physiker und Hochschullehrer.

## Leben
Peter Brauer wurde 1911 in Leipzig geboren. Er war der Sohn von Eberhard Brauer und mütterlicherseits Enkel des Nobelpreisträgers Wilhelm Ostwald. Im Jahre 1935 schloss Brauer seine Dissertation mit dem Titel „Zum elektrischen Verhalten von Cupritkristallen“ bei Rudolf Tomaschek am Physikalischen Institut der Technischen Universität Dresden ab. Diesem folgte er an die Technische Universität München, wo er 1940 Privatdozent wurde. 
Nach dem Zweiten Weltkrieg arbeitete Brauer erst als wissenschaftlicher Mitarbeiter bei C. A. Steinheil & Söhne. Im Jahre 1951 wurde er wiederum Privatdozent, nunmehr an der TH Karlsruhe, wo er 1955 zum außerordentlichen Professor berufen wurde. Brauer folgte 1957 einem Ruf an die Albert-Ludwigs-Universität Freiburg, wo er 1976 emeritiert wurde.

## Publikationen
- Zum elektrischen Verhalten von Cupritkristallen, Dissertation, J. A. Barth, Leipzig, 1936.
- Über eine technische Anwendung der natürlichen Geometrie einer Raumkurve auf einer Fläche, In: Deutsche Mathematik, 1939.
- Über sensibilisierte Phosphore I, Zentrale für wissenschaftliches Berichtswesen über Luftfahrtforschung, Berlin-Adlershof, 1943, zus. m. Rudolf Tomaschek.
- Energiefragen beim Einbau von Fremdionen in Ionenkristalle, In: Halbleiter und Phosphore, hrsg. von Heinrich Welker und Michael Schön, Springer, Wiesbaden, 1958.